# Katsuhiro Otomo
Katsuhiro Otomo (大友克洋, Ōtomo Katsuhiro) (Hasama, 14 april 1954) is een Japans mangaka en animeregisseur.

## Biografie
Otomo werd geboren in de gemeente Hasama, het latere Tome, in de prefectuur Miyagi, dat op zo'n 400 kilometer afstand ligt van de Japanse hoofdstad Tokio. Al van kinds af aan hield Katsuhiro Otomo zich bezig met films, hij maakte vaak een treinreis van drie uur naar Sendai, de hoofdstad van de prefectuur Miyagi, om daar een film te zien. Nadat hij de hoge school had afgemaakt, vertrok hij naar Tokio om daar werk te vinden als mangaka en om daar een nieuwe toekomst op te bouwen.
Hij begon korte manga te maken en op 4 oktober 1973 kwam in Japan zijn eerste werk op de markt in het weekelijkse tijdschrift Action, genaamd A Gun Report. Hierna volgden nog een hele reeks manga, waaronder Domu, Boogie Woogie Waltz, het internationaal bekende Akira, Memories en Akira Club, een artbook dat hoofdzakelijk bestaat uit de titel pagina's van de seriële Akira-versie uit Young Magazine in 1985, verschillende schetsen, informatie over Akira merchandise, andere Akira vertalingen en een aantal bonus plaatjes.

## Oeuvre
Enkele bekende anime van Otomo zijn:
- Akira (1988)
- Roujin Z (1991)
- Memories (1996)
- Spriggan (ook wel Striker genoemd; 1998)
- Metropolis
- Steamboy (2004).